# Fontaneto d'Agogna
Fontaneto d'Agogna (en piamontés Fontanèj) es un municipio italiano de 2.549 habitantes de la provincia de Novara.

## Geografía y fracciones
Recorrido por los ríos Agogna y Sizzone, el territorio es casi completamente llano, con algunas colinas en el límite con la comuna de Romagnano Sesia. En la fracción de San Martino se encuentran las fuentes surgentes de agua que dan nombre a la comuna y son conocidas en toda la provincia.
A pesar de su reducida superficie, la comuna presenta gran cantidad de fracciones, Sant'Antonio, Cacciana, San Martino, Baraggia, Sant'Ambrogio, Santa Croce, Tuvina, Balchi, Vella Ciavone, Tapulino, Camuccioni, Cascinetto y Molino Marco.

## Evolución demográfica
| Gráfica de evolución demográfica de Fontaneto d'Agogna entre 1861 y 2001 |
|                                                                          |
| Fuente ISTAT - elaboración gráfica de Wikipedia                          |

## Lugares de culto
La iglesia principal está consagrada al santo patrono de la comuna, San Alessandro. También hay iglesias dedicadas a la virgen beata Maria Assunta, a San Martino, San Rocco, San Antonio, San Gervasio y Protasio y  San Fabiano e Sebastiano.
- Datos: Q22266
- Multimedia: Fontaneto d'Agogna / Q22266

1. ↑  Worldpostalcodes.org, código postal n.º 28010.
2. ↑  «Codici Catastali». Comuni-italiani.it (en italiano). Consultado el 29 de abril de 2017.